# Ле-Боск-дю-Тей
Ле-Боск-дю-Тей (фр. Le Bosc du Theil) — муніципалітет у Франції, у регіоні Верхня Нормандія, департамент Ер. Ле-Боск-дю-Тей утворено 1 січня 2016 року шляхом злиття муніципалітетів Ле-Гро-Тей i Сен-Нікола-дю-Боск. Адміністративним центром муніципалітету є Ле-Гро-Тей. Населення — 1309 осіб (01.01.2021).